# 578 (szám)
Az 578 (római számmal: DLXXVIII) egy természetes szám.

## A szám a matematikában
A tízes számrendszerbeli 578-as a kettes számrendszerben 1001000010, a nyolcas számrendszerben 1102, a tizenhatos számrendszerben 242 alakban írható fel.
Az 578 páros szám, összetett szám, kanonikus alakban a 21 · 172 szorzattal, normálalakban az 5,78 · 102 szorzattal írható fel. Hat osztója van a természetes számok halmazán, ezek növekvő sorrendben: 1, 2, 17, 34, 289 és 578.
Az 578 négyzete 334 084, köbe 193 100 552, négyzetgyöke 24,04163, köbgyöke 8,32995, reciproka 0,0017301. Az 578 egység sugarú kör kerülete 3631,68111 egység, területe 1 049 555,840 területegység; az 578 egység sugarú gömb térfogata 808 857 700,8 térfogategység.